# Felande länk
Felande länk är ett begrepp som numera är förkastat inom evolutionsbiologin men som fortfarande används som metafor inom populärvetenskapliga forum, för att beskriva en hypotetisk tidigare art som ligger nära en förgrening mellan flera nu levande arter och som visar karaktärsdrag från dem båda. Felande länk syftar vanligen på en gemensam förfader till människa och apa, men används även för övergångsformer till andra nu levande arter. Under 1800-talet var frånvaron av levande och fossiliserade exempel på dessa övergångsformer ett starkt argument mot Darwins teori. Begreppet felande länk har sitt ursprung i föreställningen att arter i naturen är ordnade som länkar i en kedja, i en fallande ordning från högt till lågt (Scala Naturae). Denna teori är numera förkastad och begreppet har därför försvunnit i ämnet evolutionsbiologi. Dock finns det som term i argument mot utvecklingsläran hos en del religiösa grupper, främst i USA.

## Bakgrund

### Fossil
Spår efter övergångsformer mellan utdöda och nu levande arter skulle teoretiskt kunna gå att finna som fossil, men då listan över fossil från numera utdöda arter är långt ifrån komplett går det således inte att få en fullständig bild över arternas utvecklingslinje. Det finns flera anledningar till att inte alla arter har återfunnits i fossiliserad form.
- När en organism dör börjar dess organiska vävnad att brytas ner, och det krävs särskilda förutsättningar för att det istället skall mineraliseras och därmed bilda ett fossil. Djurgrupper med skelett och andra hårda kroppsdelar har en fördel och är därför bättre representerade som fossil.
- Alla arter har inte levt på platser där förutsättningar som gynnar att fossil ska bildas har varit rådande och dessa är därför underrepresenterade i fyndmaterialet.
- En annan orsak till att arters utveckling är dåligt manifesterat genom fossil är också svårigheten för paleontologer att faktiskt finna dem och troligtvis är bara en liten del av samtliga arters fossil funna.

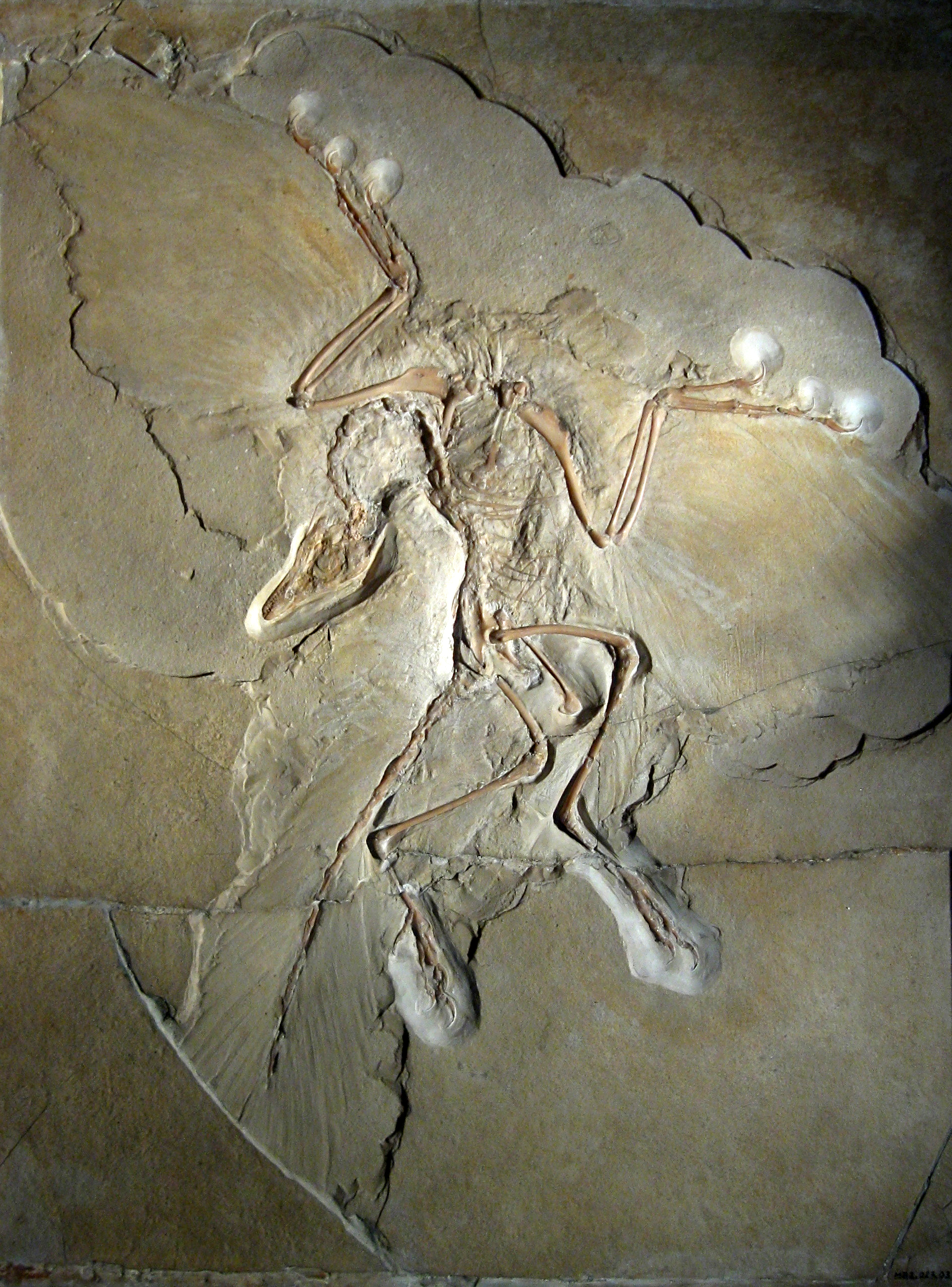
Archaeopteryx lithographica

Ytterligare ett problem med att använda fossil som källmaterial är att åldern på en art eller grupp dateras till en punkt som representerar ett tillfälle strax innan det första fossilet från arten eller gruppen är daterat till. Att just den funna organismen skulle representera den första är inte självklart - eller ens troligt – och detta är ett känt problem inom forskningsområdet.

### Darwin
Frånvaron av fossil från övergångsformer var något som påpekades av Charles Darwins kritiker, som ville se faktiska bevis på en länk mellan människa och apa. Darwin diskuterade just frånvaron av fossil i sitt verk Om arternas uppkomst, där detta faktum tilldelas ett helt kapitel, och han skriver att detta är den största invändningen som kan ställas mot hans teori. Denna frånvaro, skriver han, beror just på ”de geologiska vittnesbördens ytterliga ofullständighet” . Det skulle dröja två år efter att Om arternas uppkomst släppts innan ett exempel på ett fossil från en övergångsform anlände till Natural History Departments i British Museum och från lite oväntat håll: nämligen en av de största motståndarna till Darwin vid tiden: Richard Owen. Arten som hittades fick namnet Archaeopteryx som idag brukar räknas som den äldsta kända fågelarten. Archaeopteryx levde under Yngre jura, och den delade karaktärsdrag med både fåglar, då de hade fjäderbeklädda vingar, och från dinosaurier, då de var försedda med tänder, hade fingrar med klor samt hade svans. Osäkerhet råder dock fortfarande kring till vilken grad de kunde flyga, men att någon form av flygförmåga existerade - råder konsensus om. Släktskapet med dagens fåglar är dock omdiskuterat. De delar en gemensam förfader, men Archaeopteryx ses idag snarare som en kusin än en förfader till dagens fåglar. Sedan Darwins tid har listan med fossil från andra djurarter kompletterats, flera fossil av Archaeopteryx har hittats, men även ett antal andra övergångsformer.

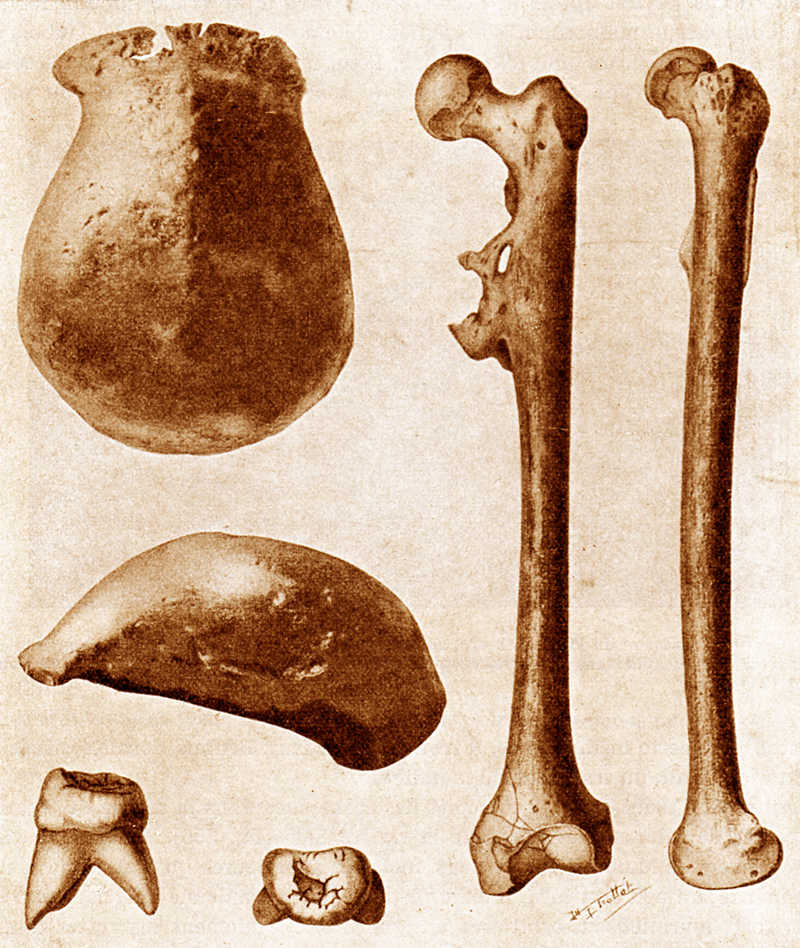
De ben som hittades av Dubois som gav upphov till en ny art som han gav namnet: Pithecanthropus erectus.

## Människans evolution
Den felande länken mellan människa och apa lyste under slutet av 1800-talet fortfarande med sin frånvaro och det inspirerade den holländska läkaren Eugène Dubois att år 1887 bege sig ut för att söka efter den. Då det var förutspått att en hypotetisk föregångare till den moderna människan skulle ha levat i ett tropiskt klimat, begav sig Dubois till Indonesien, som vid denna tid var en Holländsk koloni. Efter två fyndlösa år på Sumatra begav han sig till Java där han påbörjade utgrävningar. Vid Solo floden år 1891 stötte hans arbetare på ett människolikt skalltak, men benet i kraniet var mycket tjockt och hade en utmärkande ögonbrynsbåge. Den fick namnet Pithecanthtropus erectus men detta ändrades senare till Anthropopithecus erectus - den upprättgående apmänniskan, därmed hade Dubois hittat det han letade efter. I folkmun kom detta fossil att kallas för Javamänniskan och blev senare tolkat som en Homo erectus.
 Efter detta fynd skulle det dröja fram till 1920-talet innan nästa fynd av arten skulle hittas, ett numera välkänt fossil som kom att kallas för Pekingmänniskan. Sedan dess har ett flertal fynd av Homo erectus gjorts, bland annat det nästan kompletta fossilet Turkanapojken.
Problemet med fragmentarisk och helt frånvarande skelettmaterial är ett problem även för dem som arbetar med skelett från föregångare till Homo sapiens. En studie genomförd av antropologen Robert D. Martin har kommit fram till att endast ca 3 % av alla arter av primater har hittills blivit funna, något som sätter lite perspektiv på problemet.

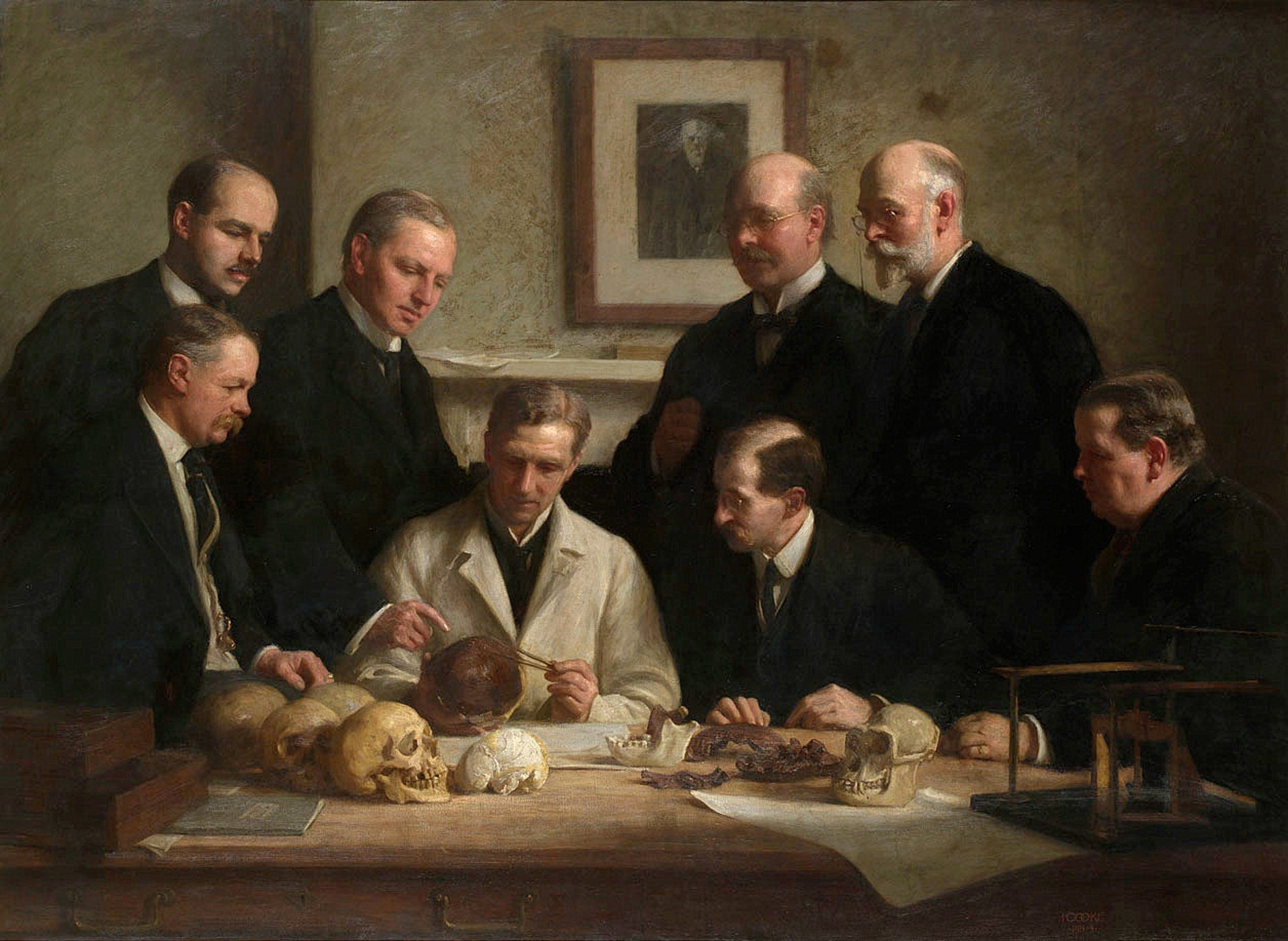
Grupporträtt av John Cooke, 1915. Bakre raden (från vänster): F O Barlow, G Elliot Smith, Charles Dawson, Arthur Smith Woodward. Främre raden: A S Underwood, Arthur Keith, W P Pycraft och Sir Ray Lankester.

## Piltdownmannen
I England hittades år 1912 något som länge skulle antas vara den felande länken mellan människa och apa och som senare kom att kallas Piltdownmannen. Amatörarkeologen Charles Dawson hade kontaktat Arthur Smith Woodward vid British Museum och hävdat att han hittat bitar av ett kranium, och Woodward blev mycket intresserad. Bitarna byggdes ihop till ett kranium, men detta visade sig senare vara falskt och i själva verket ett hopplock av kranie- och käkdelar från människa och orangutang som var behandlade för att se gamla ut. Innan det uppdagades att det var falskt lurade detta kranium en stor del av den dåtida forskarvärlden, och det skulle dröja tills de laborativa metoderna utvecklats tillräckligt innan bluffen skulle uppdagas.

## Taxonomi
Från medeltiden och framåt var en vanlig uppfattning att naturen gick att klassificera från låga till höga organismer, där människan var kronan på verket av alla världsliga ting. Denna indelning kallas för Scala naturae och var fortfarande inflytelserik i 1800-talets forskarvärld. Detta går att se på själva begreppet felande länk, eller ”missing link” på engelska, som antyder att evolutionen skulle gå i en linje och att den felande länken är en saknad mellanform mellan apa och människa. Denna världsbild stämmer inte överens med dagens, och därför har begreppet kommit att undvikas inom det evolutionsbiologiska vetenskapsfältet. Däremot är det fortfarande vanligt förekommande i medier och används även inom andra vetenskapliga ämnesområden Inom evolutionsbiologin anses det numera att evolutionen snarare är uppbyggt som ett fylogenetiskt träd, där släktskapet inte är uppbyggt som en utan flera släktlinjer. Människor härstammar inte ifrån aporna, utan vi delar en gemensam föregångare med dem.

## Levande felande länkar
Det finns exempel på nu levande djurarter som visar karaktärsdrag från flera olika grupper av organismer, exempelvis Hoatzin, som likt Archaeopteryx har klor på vingarna, som en reptil. Ett annat djur är Näbbdjuret, som är ett äggläggande däggdjur med päls.